# Monastère Gorne-Ouspenski
Le monastère Gorne-Ouspenski ou Ouspenski-Gorni ou encore monastère Gorni (en russe :  Горне-Успенский монастырь) (en français : monastère de la Dormition-de-la-Vierge-Marie-sur-la-Colline, ou monastère de la Dormition) est un monastère de femmes situé à Vologda fondé en 1590 et fermé en 1924. Il est situé dans la partie historique de la ville appelée Verkhni Possad, entre les rues Zavrajskaïa, Bourmaginykh et Mokhova. Certains bâtiments du monastère sont préservés et restaurés, d'autres ne subsistent que partiellement et certains ont été complètement détruits. L'ensemble est protégé comme édifice architectural historique.

## Histoire
C'est sa localisation qui a donné son nom au monastère (parfois on l'appelle simplement du mont (Goroï)), ainsi que le nom de la cathédrale dédiée à la Dormition de la Vierge Marie,.
Le monastère est fondé en 1590 par la staritsa Dominkia, sous le règne de Fédor Ier et sous l'autorité apostolique de l'archevêque de Vologda et Veliki Oustioug, Iouna Doumine. Dominkia est devenue la première abbesse. La date de fondation a pu être établie sur la base de deux lettres (l'une d'entre elles est une supplique datée de 1613 adressée à l'archevêque Sylvestre (évêque de Pskov et Izborsk).
Le premier édifice en pierre du monastère a été son hôpital à un seul niveau construit dans la seconde moitié du XVIIe siècle. La cathédrale est édifiée entre 1692 et 1699 et est dédiée à la Dormition de la Vierge Marie. On lui adjoint un clocher et une chapelle dédiée au prépodobny Serge de Radonège qui est l'église d' hiver. Entre les années 1709 et 1714 est construite l'église-portail dédiée à Alexis de Rome. Un mur d'enceinte associé à quatre tours est élevé autour du monastère dans les années 1790.
En 1792, un incendie détruit toutes les constructions en bois du monastère. Beaucoup d'archives sont détruites également, ce qui fait que les sources historiques jusqu'au XIXe siècle font défaut .
L'empereur Alexandre Ier visite le monastère en 1824. Après cette visite,  un bâtiment à deux niveaux a pu être construit à ses frais dans les années 1826—1828.
En 1860, sur ordre du Saint-Synode orthodoxe, est fondé à Vologda le monastère Nikolaïevski-Oziorski (Saint-Nicolas-du-Lac) pour des moines (plus tard il deviendra un couvent de femmes également).

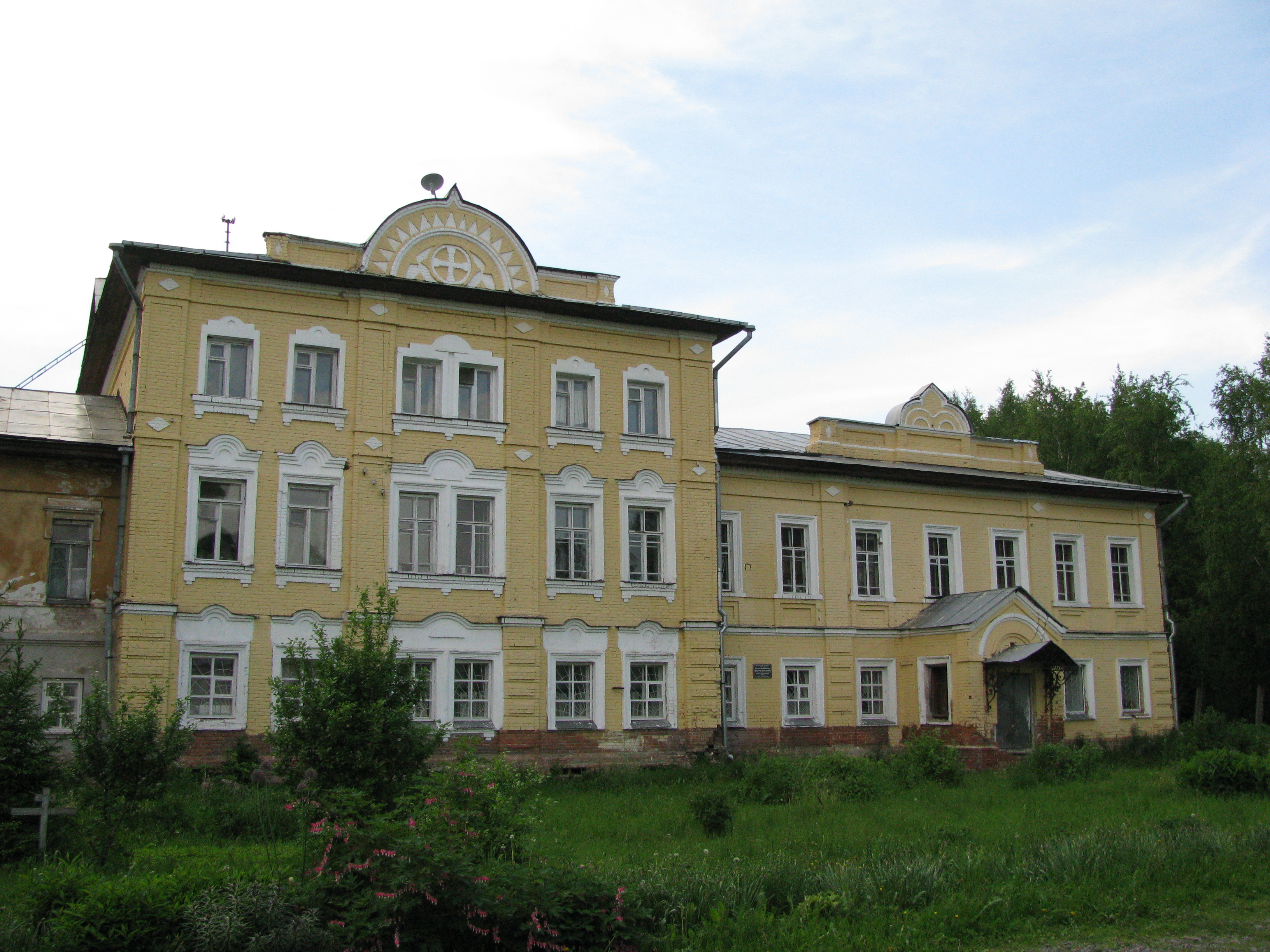
Vologda école et orphelinat dans leur état actuel au monastère Gorni

Dans les années 1870-1890, un orphelinat est construit ainsi qu'une école pour les jeunes filles de l'éparchie. Le monastère servit également de refuge jusqu'à la fin du XIXe siècle aux femmes victimes d'adultères ou de la prostitution.
En 1918, le monastère est fermé, mais les religieuses y restent encore jusqu'en 1923-1924, jusqu'à ce qu'il soit attribué finalement à l'Armée Rouge. La cathédrale reste en fonction jusqu'en 1924 également. Quelques religieuses se sont installées dans les maisons construites autour de l'enceinte du monastère. Durant la période soviétique, les locaux servent également de prison pour l'Armée rouge ,.
C'est en 1995 que débuta la restauration de la cathédrale de la Dormition et, depuis 1996, les services religieux y sont célébrés.

## Cathédrale de la Dormition-de-la-Vierge-Marie

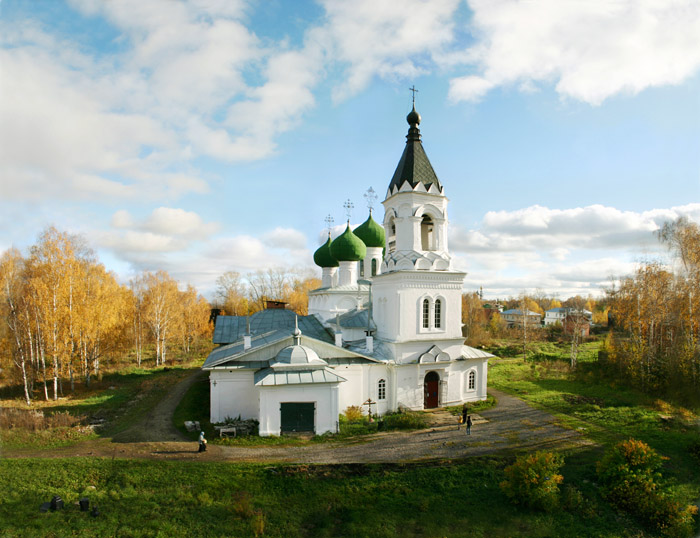
Monastère Gorne-Ouspenski.

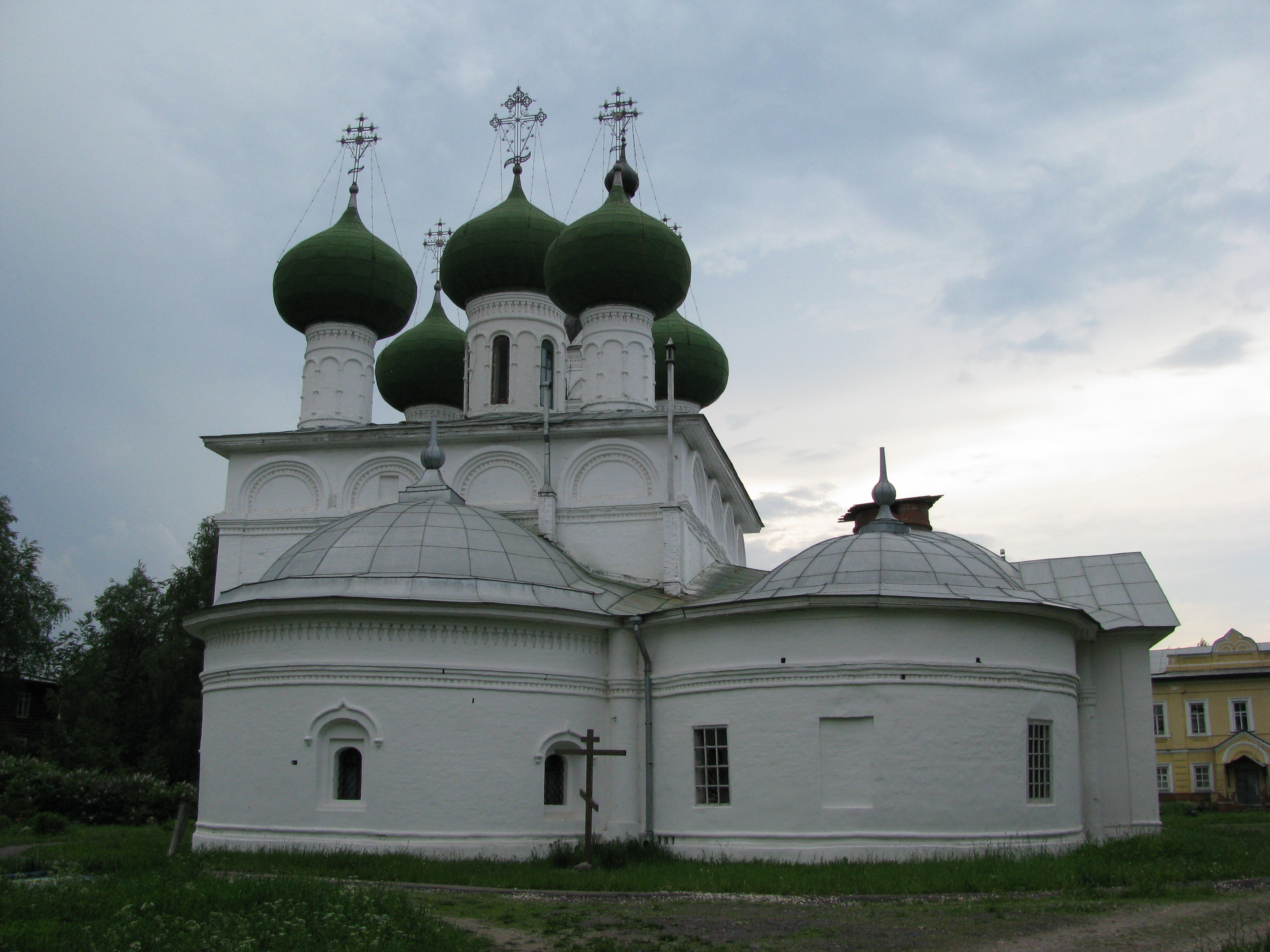
Abside et chapelle de la cathédrale dédiée à Serge de Radonège.

L'église de la Dormition édifiée avant le monastère lui a donné son nom. La première église en bois dédicacée à la fête orthodoxe de la Dormition est un des premiers édifices construits à Vologda. C'est en 1303 que l'évêque de Novgorod Théokiste consacra cette église. Il est probable que cette ancienne église ait brûlé dans incendie en 1499 avec tout ce qu'elle contenait : icônes livres et manuscrits. Sous la dénomination de « monastère », il faut avoir à l'esprit à cette époque quelques cellules accolées à l'église. Quand, plus tard, la cathédrale de la Dormition est construite en pierre cela donnera à l'ensemble un aspect plus proche du « monastère » dans le sens habituel qu'on donne à ce mot. Et cet édifice deviendra plus tard la cathédrale du monastère et lui donnera son nom.
La cathédrale de la Dormition non chauffée l'hiver avec son clocher et la chapelle voisine, chauffée elle en hiver et dédiée à Serge de Radonège, ont été construites entre 1692—1699 à l'emplacement des églises précédentes en bois, grâce aux dons des tsars Ivan V et Pierre Ier le Grand,. Elle est consacrée par l'évêque de Vologda le 23 mai 1695.
Les croix placées au sommet des dômes sont dorées. La cathédrale a été appelée aussi « cathédrale des Croix-d'Or » jusqu'à l'incendie de 1761 qui détruisit les coupoles. On donna alors le nom de Croix d'or à l'église Saint-Nicolas située à proximité du monastère et qui est aujourd'hui presque entièrement détruite.
L'extérieur de l'édifice de la Dormition ressemble plus à celui d'une église paroissiale qu'à une cathédrale (catholicon) de monastère. Son architecture est basée sur les traditions architecturales du XVIe siècle. La partie centrale est un cube dont le toit est garni de quatre tambours garnis de bulbes et percés de fenêtres qui permettent d'éclairer l'intérieur. Sous les tambours sont placés des arcatures et des kokochniks à deux niveaux différents du clocher. Le décor des façades est simple : des lésènes, de simples corniches, des contours de fenêtres soulignés en pierre .
On ajoute en 1880 devant le cube central une chapelle, une trapeznaïa et un clocher de style pseudo-russe.
À la mi-juillet 1924, la cathédrale devient le casernement d'une division des communications de l'armée. Le 26 juillet de la même année y est installée aussi la première salle de cinéma destinée aux soldats de l'Armée rouge.
La cathédrale avec sa chapelle Saint-Serge-de-Radonège forment un ensemble protégé d'héritage architectural de catégorie locale. Actuellement les lieux sont rouverts au culte orthodoxe. Elle forme un ensemble associé avec l'église Saints-Constantin-et-Hélène.

### Icônes de la cathédrale de la Dormition
À l'époque de sa fermeture, la cathédrale disposait d'une iconostase à cinq registres. Deux icônes remarquables proviennent de la cathédrale : celle de la Dormition et celle de Descente aux enfers. Toutes deux sont du XVIe siècle, et proviennent très probablement de l'École iconographique de Vologda. Depuis la fermeture du monastère, les icônes sont exposées au Musée-réserve de l'État d'art et d'architecture de Vologda.
Dans les collections du Musée de Vologda se trouve aussi une icône du début du XVIIIe siècle dont le style se rapproche de celui d'Ivan Grigoriev Markov. C'est une jitié de la Vierge Marie garnie de kleimos. L'icône a été restaurée trois fois et s'est vue protégée par un oklad (le dernier en argent). Elle a été restaurée en 1977 par Nikolaï Fedychine.

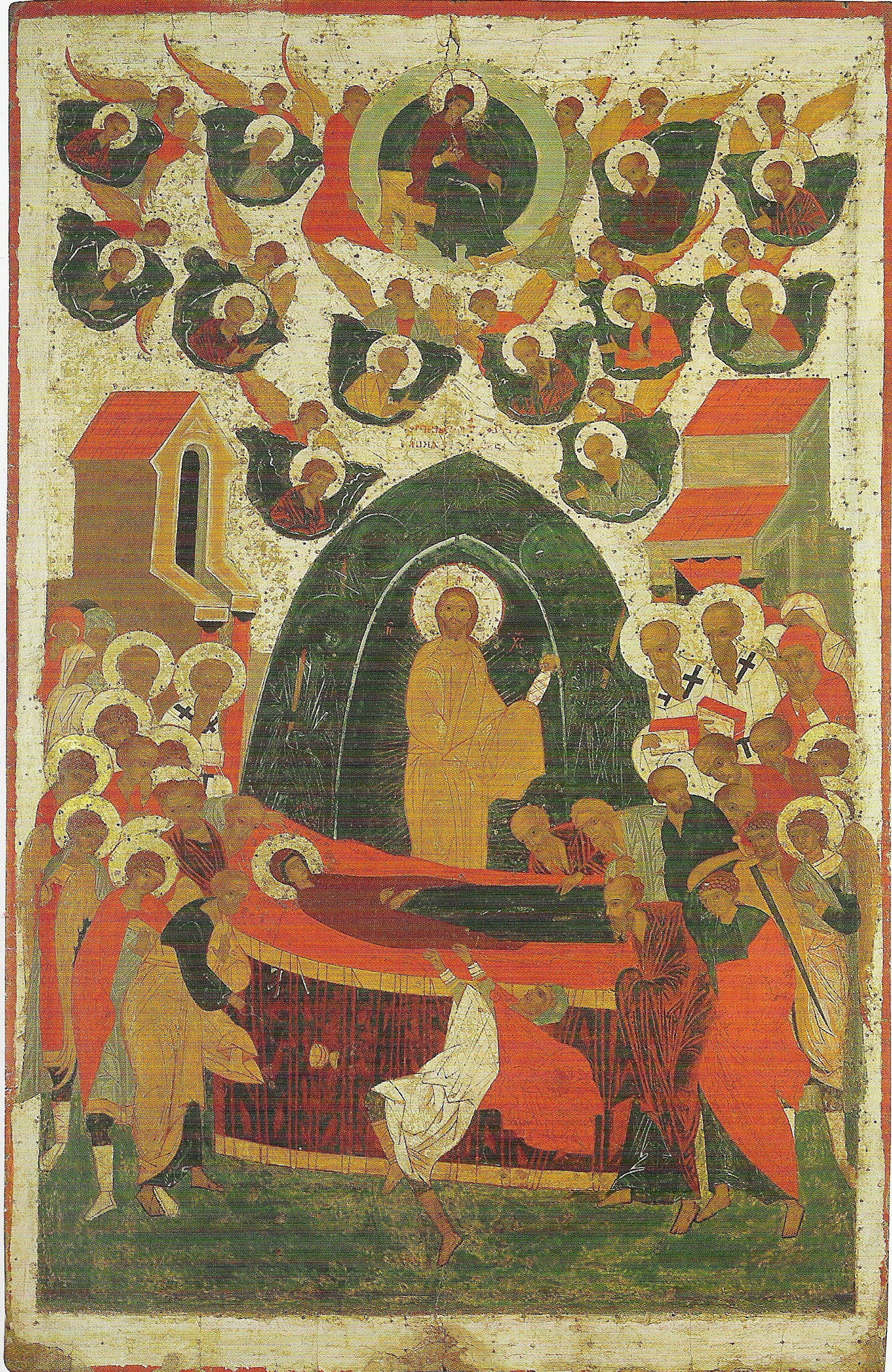
Dormition de Notre-Dame. Premier quart du XVIe. Musée-réserve de l'État d'art et d'architecture de Vologda, Vologda
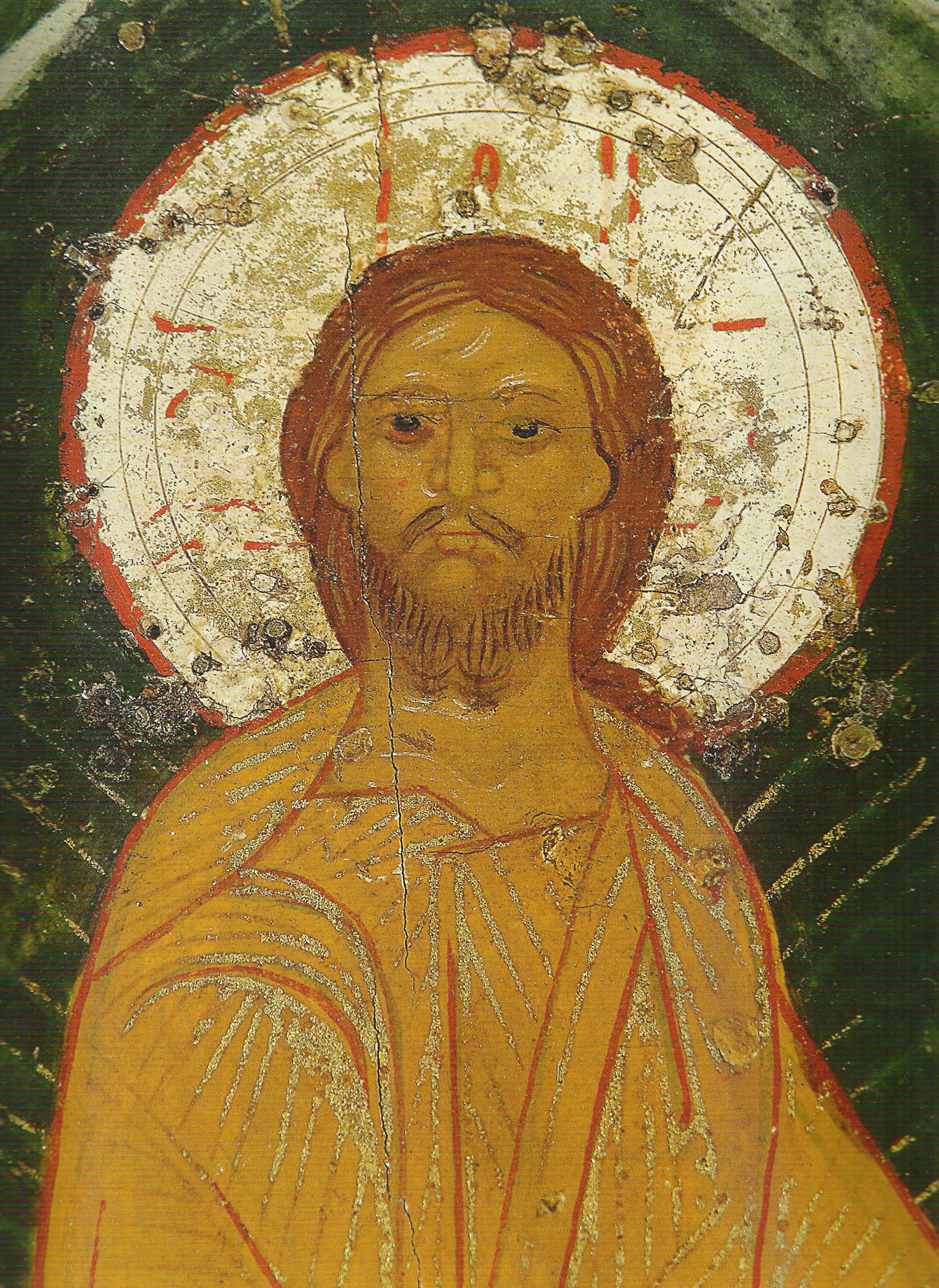
Dormition de Notre-Dame, fragment:Jésus. Premier quart du  XVIe. (Musée réserve de Vologda)
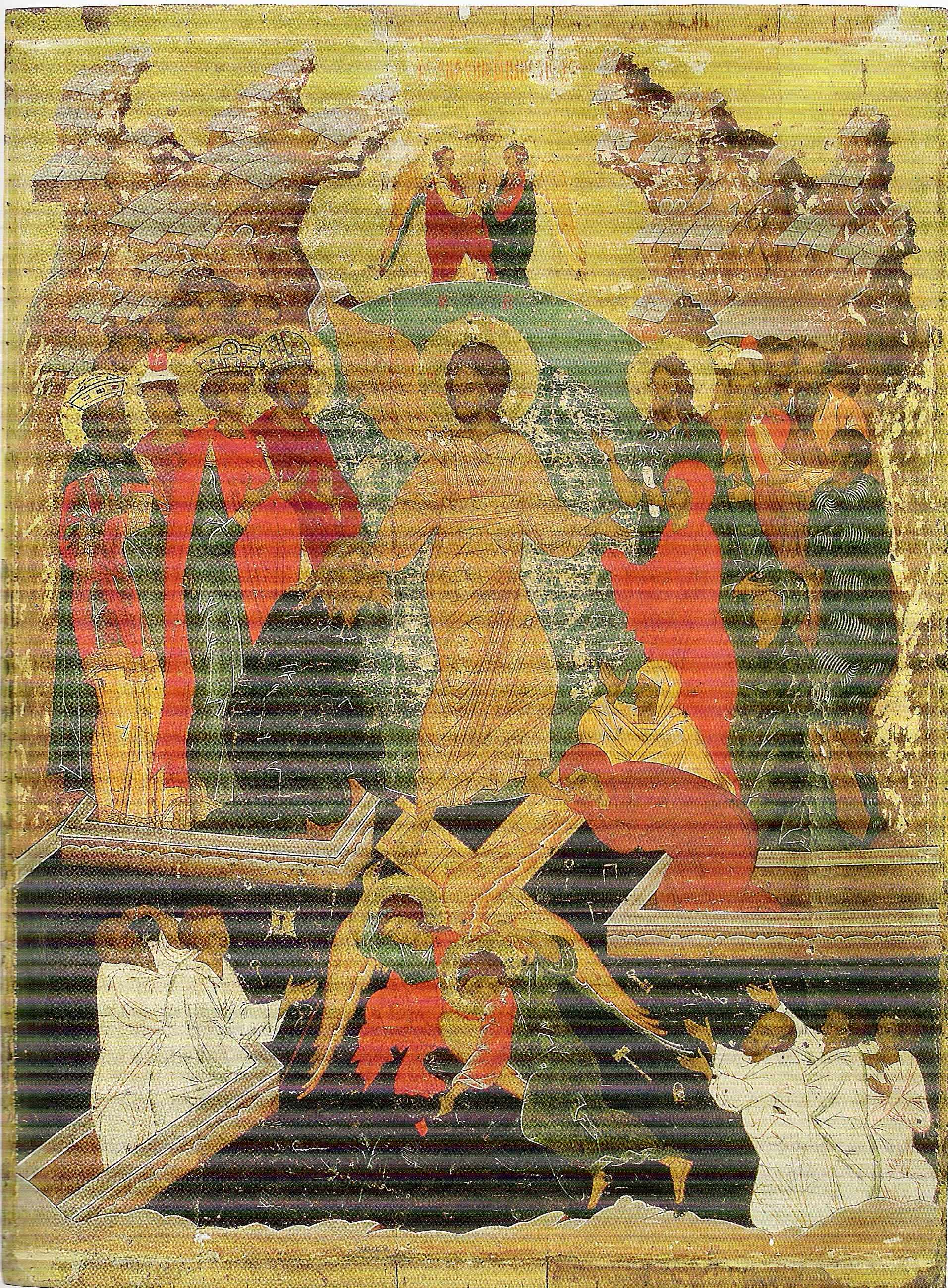
Ascension —  Descente aux enfers. Premier quart du XVIe s. Musée-réserve de Vologda)
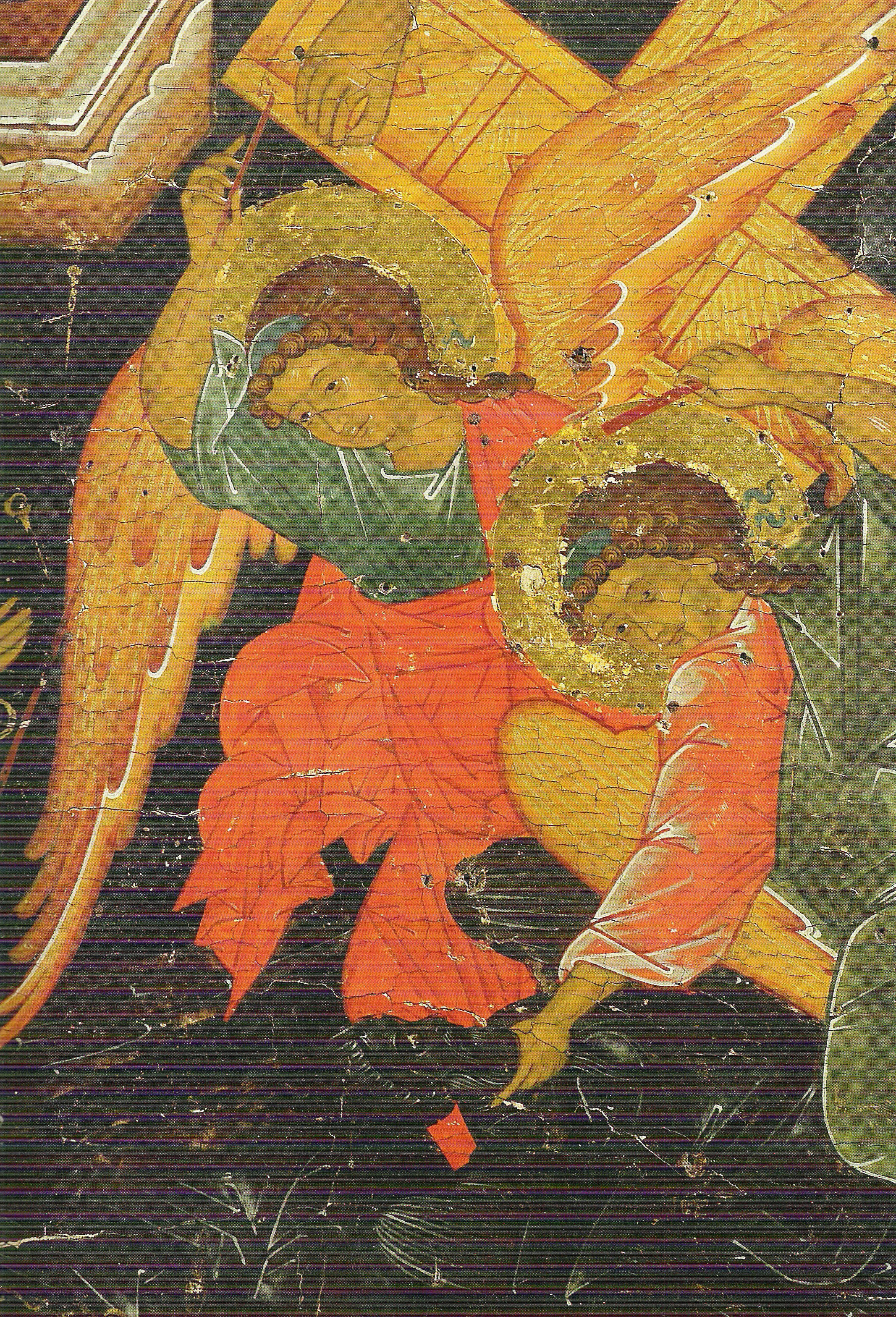
Fragment de la descente aux enfers : les anges. Premier quart du  XVIe s. Musée-réserve de l'État d'art et d'architecture de Vologda

### Chapelle Saint-Serge-de-Radonège
. 

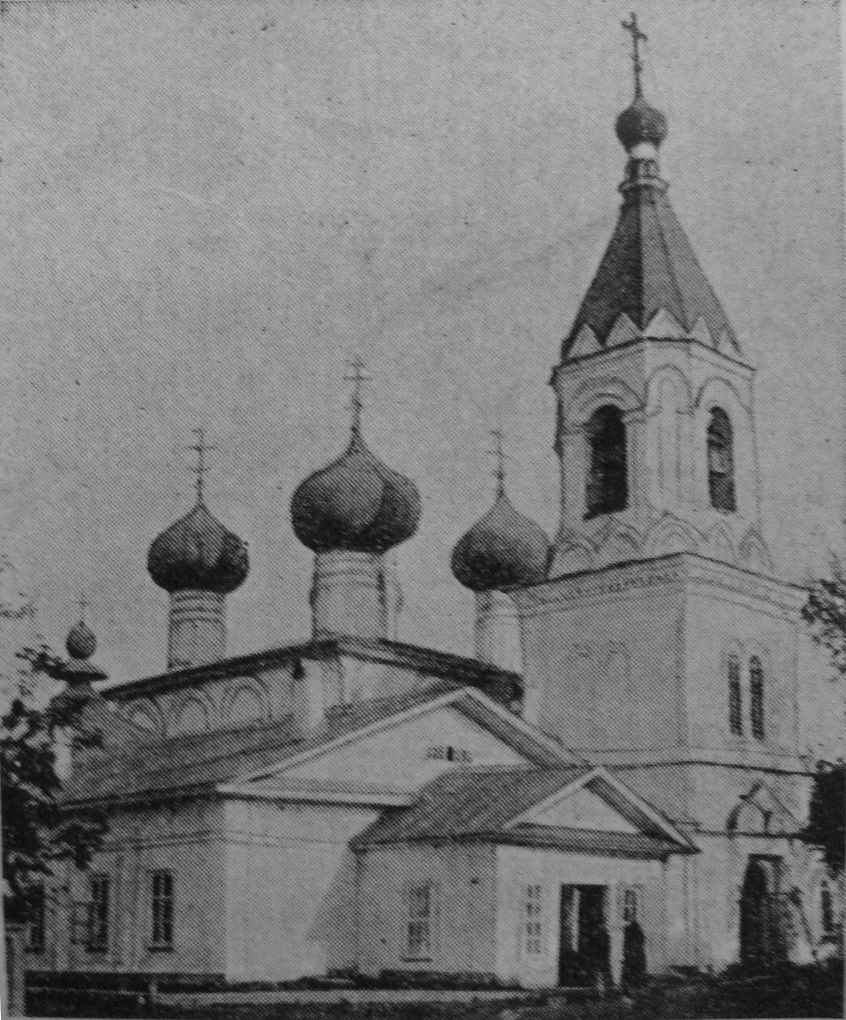
Cathédrale de la Dormition avec sa chapelle Serge de Radonège suivant une photo du début du XX e s.

La chapelle chauffée Saint-Serge-de-Radonège se trouve au nord, accolée à la cathédrale. Sa construction débute en 1692 et se termine dans les années 1697-1698. Elle a été réalisée par Vassili Karpov, surnommé « Vargane », avec son fils Dmitri. Il a également participé comme compagnon à la construction du monastère Spasso-Priloutsky de Vologda ,.
Cette chapelle dédiée à Saint Serge est édifiée sur un seul niveau et dispose de trois autels. Elle dispose d'une grande trapeznaïa. Du côté droit, se trouve une abside dédiée à Alexandre Nevski et au prépodobny Ioussifa, iconographe. Elle est construite en 1866 et consacrée en 1712. Du côté gauche, une autre abside est dédiée à Saint Nicolas, mentionnée dans l'inventaire du monastère en 1634 et consacrée en 1714,.

### Clocher de la cathédrale de la Dormition
Le clocher du monastère est construit à la fin du XVIIe siècle en même temps que la cathédrale de la Dormition. Il est couronné d'un chatior.
Ce clocher est à deux niveaux, la partie supérieure se rétrécissant comme la forme d'une tente. Avec sa croix il atteint 36 mètres. Il possédait 10 cloches. Au premier étage est aménagée une sacristie.

## Autres édifices dans l'enceinte du monastère

### L'église Aleksïevskaïa ou Saint-Alexis-de-Rome

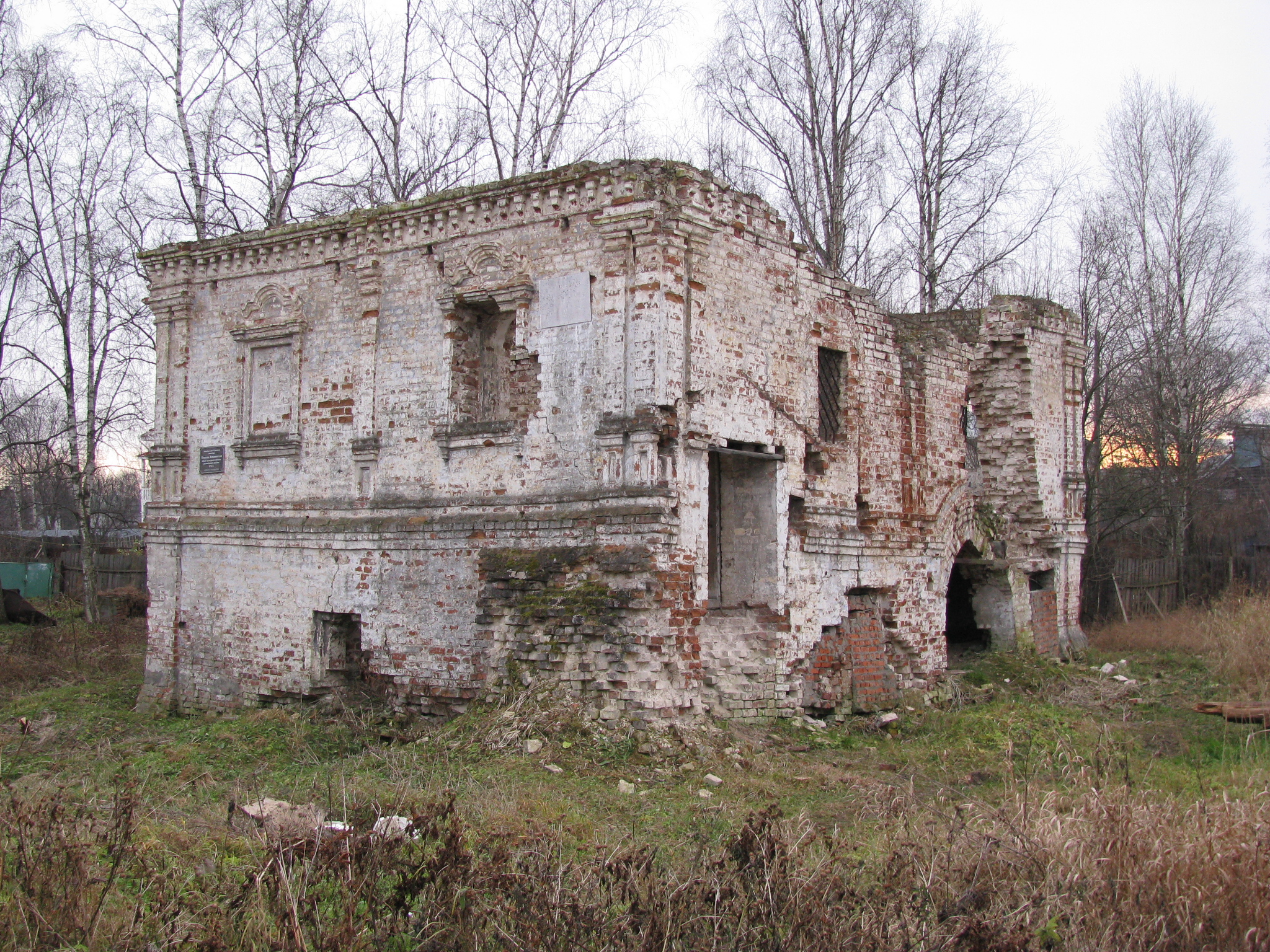
Église Saint-Alexis en 2008
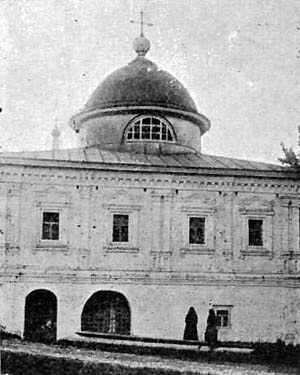
Église Saint-Alexis, photographiée au début du XXe s.

L'église Alekseïevskaïa ou Saint-Alexis, construite entre 1709 et 1714 et consacrée en 1720, est actuellement dans un état de délabrement avancé. Sa façade était richement décorée de demi-colonnes et de linteaux de style baroque russe. Son dôme était de style classique avec un fronton caractéristique de son époque.
L'église, malgré son état, bénéficie d'un classement comme édifice architectural remarquable d'intérêt local ,,.

### Maison de l'higoumène

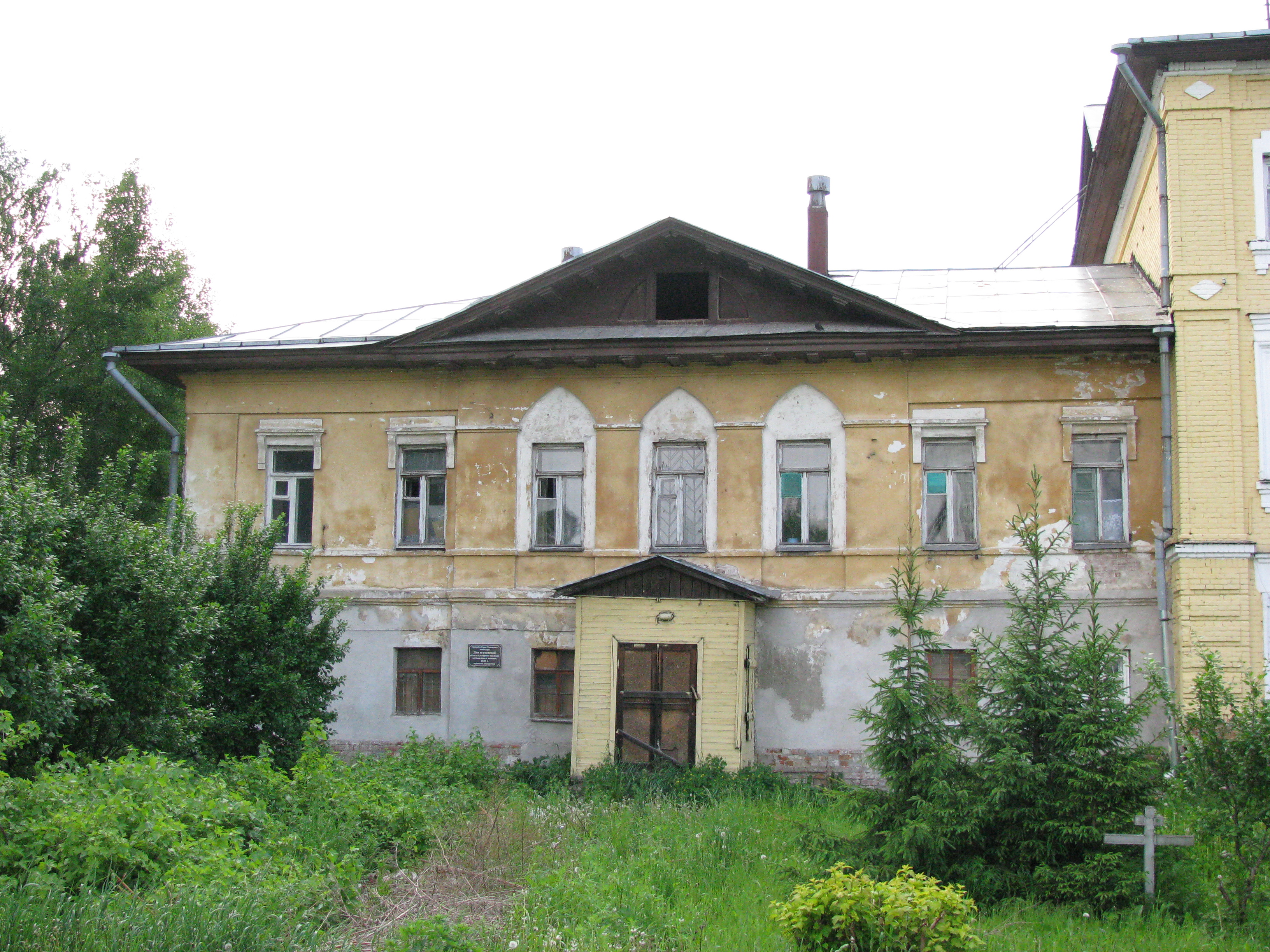
Vue actuelle de la maison de l'higoumène

La maison de l'higoumène du monastère est à deux niveaux. Elle est construite entre les années 1826 et 1828. C'est l'empereur Alexandre Ier qui fit don des fonds nécessaires à sa construction après la consécration du monastère en octobre 1824. C'est un édifice qui est également protégé au niveau architectural.